# Selim I
Selim I med tillnamnet Javus, "den obeveklige", född 10 oktober 1470, död 22 september 1520, var sultan av Osmanska riket från 1512 efter att ha störtat sin fader, Beyazit II, samt förgiftat såväl honom som fem brorsöner och två bröder. Selim genomförde under sin regering en stor erövring i Mellanöstern.

## Biografi
Sultan Selim I föddes den 10 oktober 1470 i Amasya. Han har kallats Selim Shah sedan hans tid som prins på grund av sitt stränga temperament. Namnet har följt honom även efter att han blev sultan. Hans far, Bayezid II, var guvernör i staden vid tiden för Selims födelse. Enligt vissa källor var hans mor Gülbahar Hatun, dotter till Alaüddevle Bozkurt Bey, guvernör i Dulkadiroğulları. Andra källor hävdar dock att hans mor var Ayşe Hatun, också dotter till Alaüddevle Bozkurt Bey. Enligt traditionen skickades prinsarna till olika provinser för att få erfarenhet av regeringsutövning, och Selim var inget undantag. Han skickades som guvernör till Trabzon.
Under sin tid som guvernör i Trabzon hade Selim ett gott rykte bland sina militärer för sina konfrontationer med Safaviderna, slavräder och en expeditionen i Kaukasus mot Georgien. År 1505 besegrade Selim en Safavid-armé och massakrerade många, samtidigt som han beslagtog vapen och ammunition. År 1507 besegrade Selim Safaviderna igen i slaget vid Erzincan, efter att Shah Ismail marscherade genom Osmanska riket för att attackera Dulkadiriderna. Selim attackerade Erzincan och besegrade en Safavid-armé som skickades mot honom av Shah Ismail. Året därpå invaderade han Kaukasus, underkuvade västra Georgien, satte Imeretien och Gurien under Osmanskt välde och tog ett stort antal slavar. År 1510 besegrade han Safaviderna igen i kampanjen i Trabzon.
I Persien besegrade han shahen 1514 samt erövrade Armenien, västra delen av Azerbajdzjan, Irak och Mesopotamien. Han vände sig därefter mot mamlukerna i Egypten och slog dem i Syrien 1516 samt intog Syrien, Palestina och Egypten. Efter slaget vid Heliopolis drog Selim 1517 in i Kairo.
Genom anläggandet av en arsenal i Konstantinopel grundlade han Osmanska rikets sjömakt och som beskyddare över de heliga städerna Mecka och Medina antog han titeln kalif.